# South Australian Company
Die South Australian Company war eine Kapitalgesellschaft mit Sitz in London, die zur Besiedlung des Südens Australiens gegründet wurde. Es war geplant, eine neue Kolonie South Australia zu schaffen. Die Gesellschaft wurde am 9. Oktober 1835 gebildet und am 17. März 1949 aufgelöst; das Management ging zur Elders Trustee.
Gründungsgesellschafter der South Australian Company waren George Fife Angas, Thomas Smith und Henry Kingscote und nach kurzer Zeit hatte die Gesellschaft etwa 300 Aktienbesitzer, unter ihnen waren John Rundle, Charles Hindley, Raikes Currie, John Pirie und Henry Waymouth, deren Namen sich heute auf Straßenschildern in Adelaide befinden.
Im Januar 1836 legten vier Schiffe von England im Auftrag der Company Richtung Australien ab. Die Ankommenden bauten im Juli 1836 in South Australia die erste europäische Siedlung in Kingscote auf Kangaroo Island auf. Es stellte sich heraus, dass dieser Ort hierfür zu klein und nicht geeignet war, deshalb wurde die Siedlung ein halbes Jahr später auf das Festland in die Nähe des heutigen Adelaide verlegt. Die Company baute die Infrastruktur für die neue Kolonie auf und diese verkaufte oder verpachtete Land an die Einwanderer, die dort siedeln wollten.
Die South Australian Company besaß seit 1841 eine Silbermine. Später hatten sie kupferführende Minen an der Rapid Bay, bei Kapunda beim Barossa Valley, Burra (Kooringa) und Kanmantoo. Die Company war in South Australia überaus erfolgreich, denn wer 32 Hektar Farmland kaufte, erhielt dafür 4000 Quadratmeter Land in der Stadt. Sie machte nicht nur Geschäfte mit Land, sondern sie betrieb Schafszucht, Wolleverkauf, Walfang und Schiffbau. Ferner partizipierte sie am Wirtschaftsboom ab dem Jahre 1845 durch den Kupferabbau und am Goldrausch in Victoria 1851 und 1852. In den Zeiten des wirtschaftlichen Aufschwungs verdiente sie vor allem an den hohen Pachten, die sie Pächtern abverlangte, die ihre landwirtschaftlichen Produkte zu hohen Preisen verkaufen konnten.
Geführt wurde die Company in ihren ersten Jahren von Samuel Stephens (1836 bis 1837), David McLaren (1837 bis 1841) und William Giles (1841 bis 1861).